# Urs Hölzle

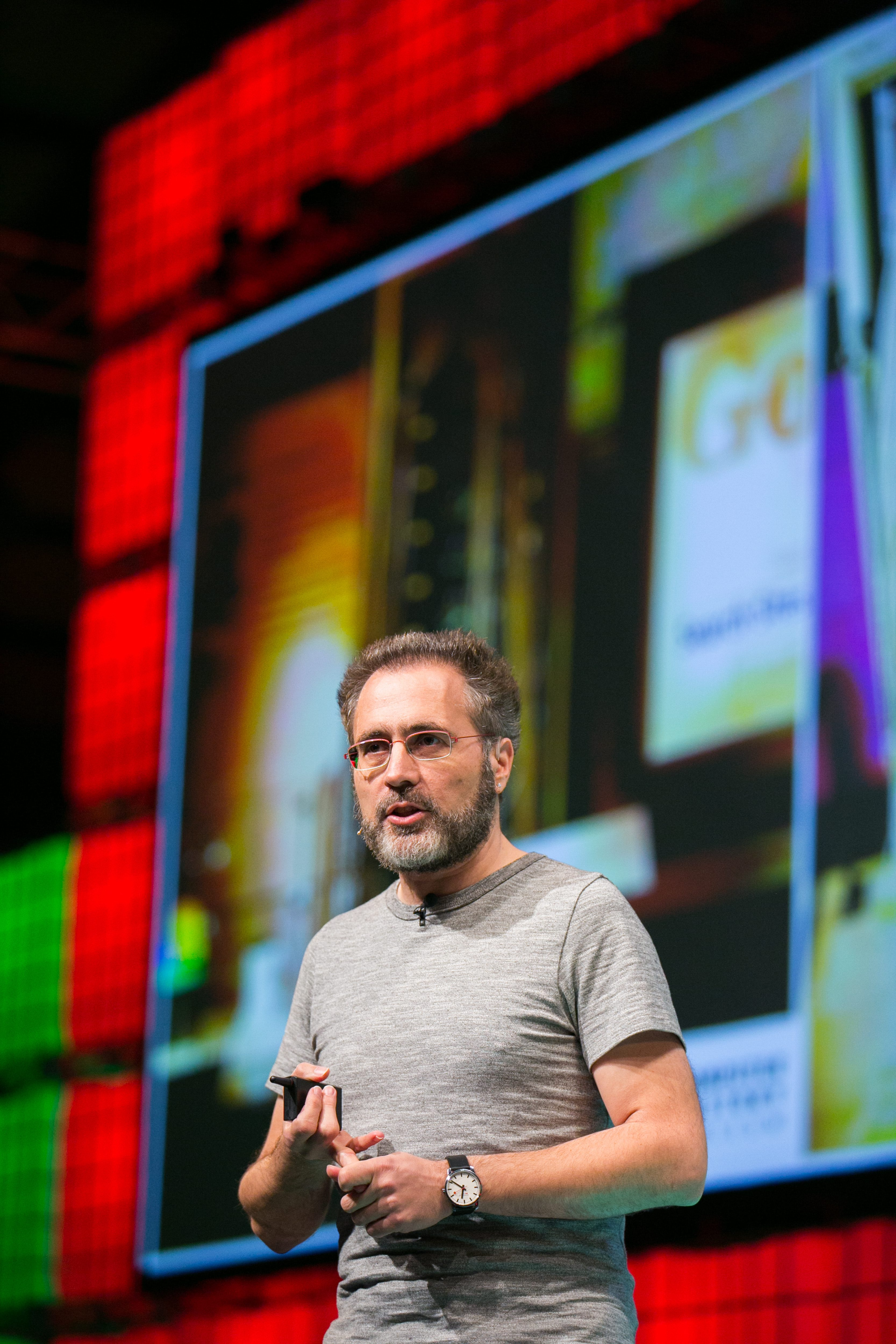
Urs Hölzle (2014)

Urs Hölzle é vice-presidente sênior de infraestrutura técnica e Google Fellow da Google. Como oitavo funcionário da Google e vice-presidente de engenharia, definiu grande parte dos processos de desenvolvimento e infraestrutura da Google.
Antes de ingressar na Google, trabalhou como professor adjunto de Ciência da Computação na UC Santa Barbara. Obteve o mestrado em ciência da computação da ETH Zurich em 1988 e ganhou uma bolsa de estudos Fulbright no mesmo ano. Em 1994, obteve o Ph.D. na Universidade de Stanford com uma pesquisa voltada para linguagens de programação e sua implementação eficiente. Através de uma startup fundada por Urs, David Griswold e Lars Bak (consulte Strongtalk), esse trabalho evoluiu e se tornou uma máquina virtual Java de alto desempenho chamada HotSpot, adquirida pelo segmento JavaSoft da Sun em 1997 e então tornou-se a implementação JVM premier da Sun.